# Thore Schölermann

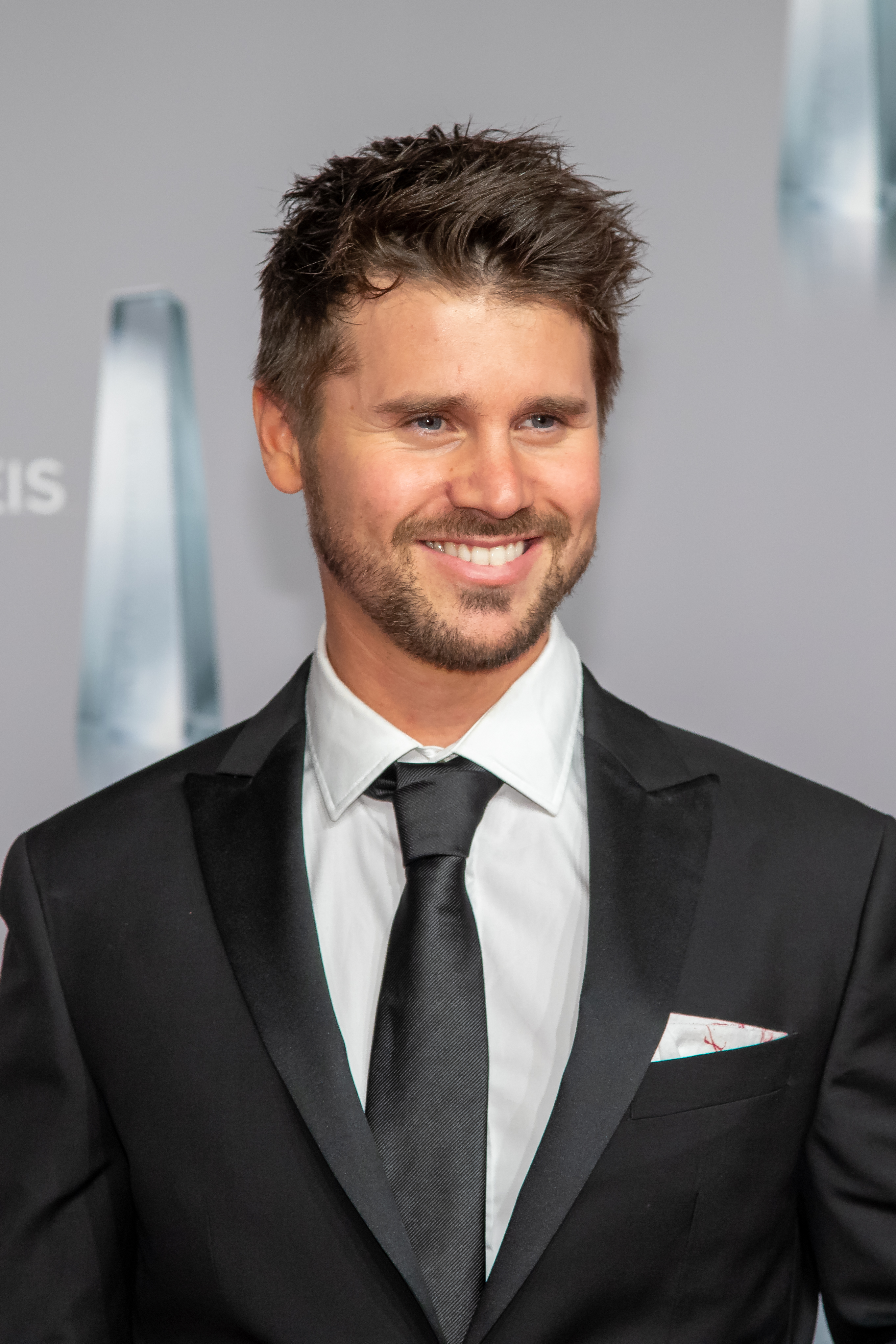
Thore Schölermann (2019)

Thore Schölermann (* 26. September 1984 in Iserlohn)  ist ein deutscher Schauspieler und Fernsehmoderator.

## Leben und Karriere
Nach Abitur am Märkischen Gymnasium Iserlohn im Jahr 2004 und Wehrdienst beim seinerzeit in Hemer stationierten Panzerbataillon 203 begann der Sohn eines Apothekers und einer Lehrerin eine Schauspielausbildung in Palma an der Mallorca Film Academy. Anschließend wirkte er in den Kurzfilmen Die Schreibmaschine (2004), Unscrewed 2 (2005) und Schmetterlingskind (2006) mit. Von November 2006 (Folge 2811) bis 2013 spielte er in der ARD-Vorabendserie Verbotene Liebe die Rolle des Christian Mann.
Von 2012 bis 2024 gehörte Schölermann zum Moderatorenteam des Boulevardmagazins taff. Seit 2012 ist er Moderator der Castingshow The Voice of Germany. Seit 2013 moderiert er auch die Kinderversion The Voice Kids. Zu dieser Zeit war er auch Teilnehmer der TV total Stock Car Crash Challenge. Nachdem er im Dezember 2012 vorübergehend bei Verbotene Liebe ausgestiegen war, kehrte er im September 2013 in Folge 4351 kurzzeitig zurück. 2014 übernahm er die Moderation für die nur einmalig ausgestrahlte ProSieben-Mystery-Show Scream! If you can – Wer Angst hat, verliert…, das auf dem britischen Format Release the Hounds basiert. Im Sommer 2014 moderierte er als Nachfolger von Ulla Kock am Brink die Neuauflage der Sat.1-Show Die perfekte Minute. Außerdem präsentiert er die Show Das verrückte Körperquiz, die ebenfalls auf Sat.1 ausgestrahlt wird. 
Im Dezember 2017 veröffentlichte Schölermann unter dem Künstlernamen Helmut Angler den von den The-Voice-Coaches komponierten Schlager Bauchgefühl. Die daraus erzielten Einnahmen gingen an den Red Nose Day.  Mit seiner Partnerin Jana Kilka moderierte er 2018 und 2019 die Reality-TV-Sendung Get the F*ck out of my House auf ProSieben. 2020 feierte Schölermann sein Kinodebüt in Takeover – Voll Vertauscht.
Am 16. März 2021 wurde Thore Schölermann als Monstronaut in der vierten Staffel der ProSieben-Sendung The Masked Singer enttarnt.

## Privates
Im September 2019 heiratete er Jana Kilka, die er am Set von Verbotene Liebe kennengelernt hatte. Im Dezember 2021 wurden sie Eltern einer Tochter und im Juni 2024 Eltern eines Sohnes.

## Filmografie
- 2006–2012, 2013: Verbotene Liebe (Folge 2811–4198, 4351–4360)
- 2012: Alarm für Cobra 11 – Die Autobahnpolizei (Folge: Engel des Todes)
- 2020: Takeover – Voll Vertauscht

## TV-Moderationen

### Fortlaufend
- seit 2012: The Voice of Germany, Sat.1/ProSieben
- seit 2013: The Voice Kids, Sat.1

### Ehemals/Einmalig
- 2012–2024: taff, ProSieben[8]
- 2014: Scream! If you can – Wer Angst hat, verliert… (Pilotfolge)
- 2014: Die perfekte Minute, Sat.1
- 2014: Das verrückte Körperquiz, Sat.1 (5 Folgen)
- 2016: Das ProSieben Länderspiel
- 2016: Match Factor, ProSieben
- 2016, 2017: Die große ProSieben Völkerball Meisterschaft,
- 2017: Der Wunschbaum, Sat.1
- 2018–2019: Masters of Dance, ProSieben
- 2018–2019: Get the F*ck out of my House, ProSieben
- 2018–2019: The Voice Senior, Sat. 1
- seit 2019: Joko & Klaas gegen ProSieben
- 2020: Wer schläft, verliert!, ProSieben
- 2022: The Masked Singer, ProSieben

## Auszeichnungen
- 2011: German Soap Award – Bestes Liebespaar zusammen mit Jo Weil
- 2018: Deutscher Fernsehpreis – Beste Unterhaltung Primetime